# Комаргородское
Комаргородское (укр. Комаргородське) — посёлок, входит в Томашпольский район Винницкой области Украины.
Население по переписи 2001 года составляло 83 человека. Почтовый индекс — 24225. Телефонный код — 4348. Занимает площадь 0,141 км². Код КОАТУУ — 523982202.

## Местный совет
24225, Вінницька обл., Томашпільський р-н, с. Комаргород, вул. Леніна, 22